# Tour de Mirabel
La Tour de Mirabel est un vestige médiéval situé dans la commune de Mirabel, en Ardèche, France. 
Seul élément survivant d'un ancien complexe fortifié, elle se dresse sur le rebord du massif basaltique du Coiron, offrant une vue panoramique sur la vallée de l'Auzon et le village de Mirabel en contrebas. Cette tour, autrefois partie intégrante d'une place forte huguenote, témoigne de l'importance stratégique du site qui contrôlait les routes reliant le Bas Vivarais à Privas et Aubenas. Ayant résisté aux destructions des guerres de religion au XVIIe siècle, notamment à l'attaque des troupes de Montmorency en juin 1628, la Tour de Mirabel demeure un symbole historique et architectural de la région.

## Localisation
Les restes des fortifications de la commune de Mirabel se situent dans le département de l'Ardèche, en région Auvergne-Rhône-Alpes.

## Description
L’ensemble fortifié était en fait constitué de deux châteaux : l’un catholique appartenant aux seigneurs de La Roche des Astars, l’autre aux seigneurs protestants d'Arlempdes. Le premier château, démantelé au XVIIe siècle ne conserve que quelques pans de murs à ras de terre trouvé (fouilles + reconstitution) par son nouveau propriétaire à partir de 1970. Le second château, lui aussi détruit, a pourtant gardé son donjon carré. Il est construit en moellons de basalte noir et possède ses chaînages en calcaire claire, ce que lui donne son aspect original.

## Historique
Le château est inscrit au titre des monuments historiques par arrêté du 24 juillet 1972